# Гармоника (музыкальный инструмент)

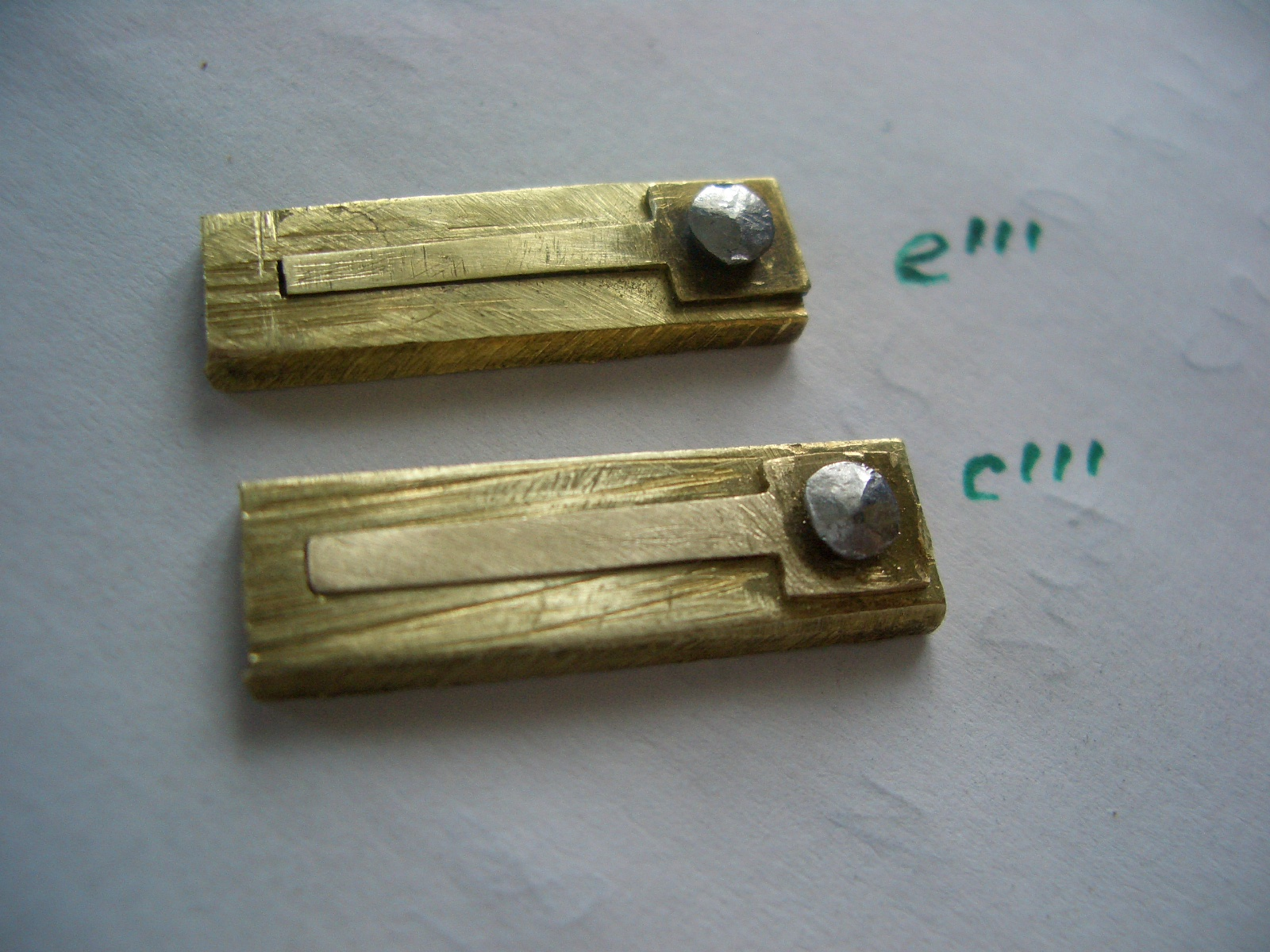
Голосовые планки

Гармо́ника (греч. ἁρμονικός «созвучный, стройный, гармоничный», разг. «гармо́шка») — общее название для различных видов музыкальных инструментов, источником звука в которых являются свободно проскакивающие в проемах голосовых планок язычки, приводимые в колебание потоком воздуха. Выбор звучащих язычков осуществляется нажатием клавиш (см. Клавишные музыкальные инструменты) или (для губной гармоники) положением губ на мундштуке инструмента.
По классификации Хорнбостеля — Закса, гармоники относятся к классу свободных аэрофонов. Высота звуков в гармониках регулируется не управлением размерами заключённого внутри инструмента столба воздуха, как в духовых музыкальных инструментах, а через управление подачи струи воздуха к тому или иному язычку с определённой высотой издаваемого звука.

## История

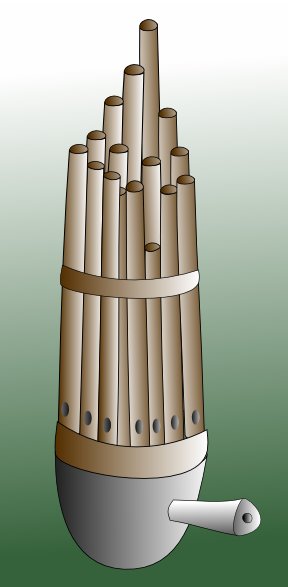
Шэн

Один из древнейших инструментов семейства гармоник — шэн, называемый также губным органом. Шэн упоминается в китайских рукописях, датируемых 2—3 тысячелетием до н. э.
Берлинским мастером Христианом Фридрихом Людвигом Бушманом (1805—1864) в 1821 году сконструирована первая губная гармоника, а в 1822 году первая ручная.

## Классификация

### Ручные
Ручные гармоники являются самой обширной группой семейства гармоник. Примеры:

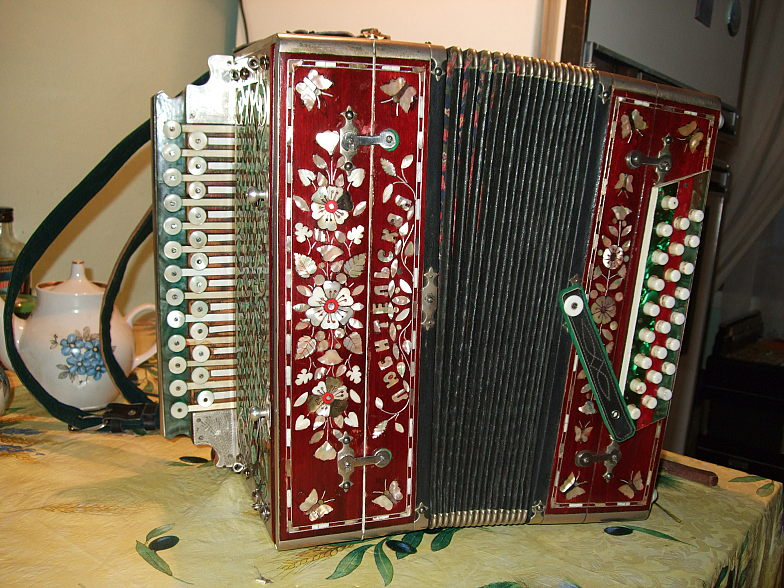
Гармонь хромка
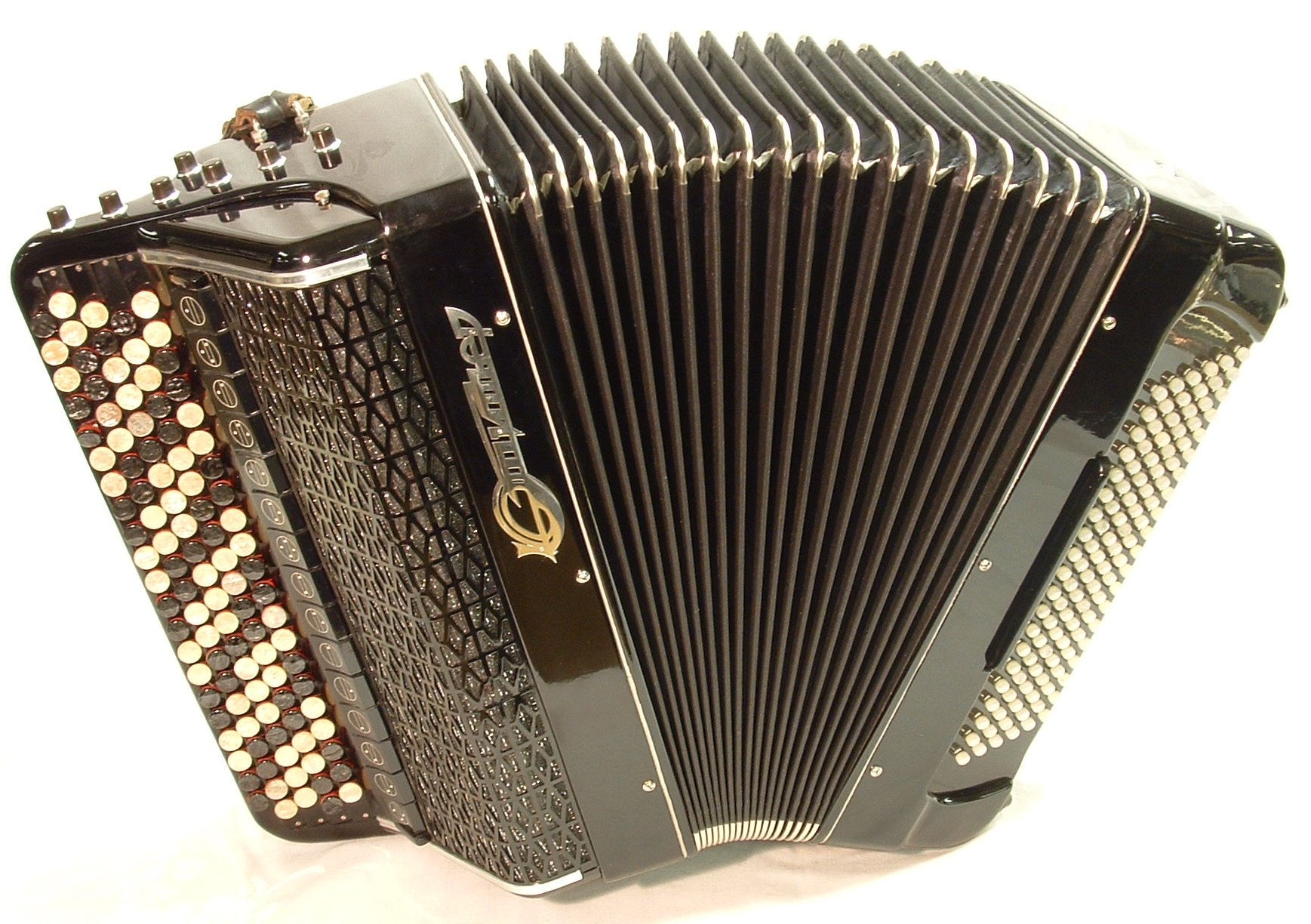
Баян
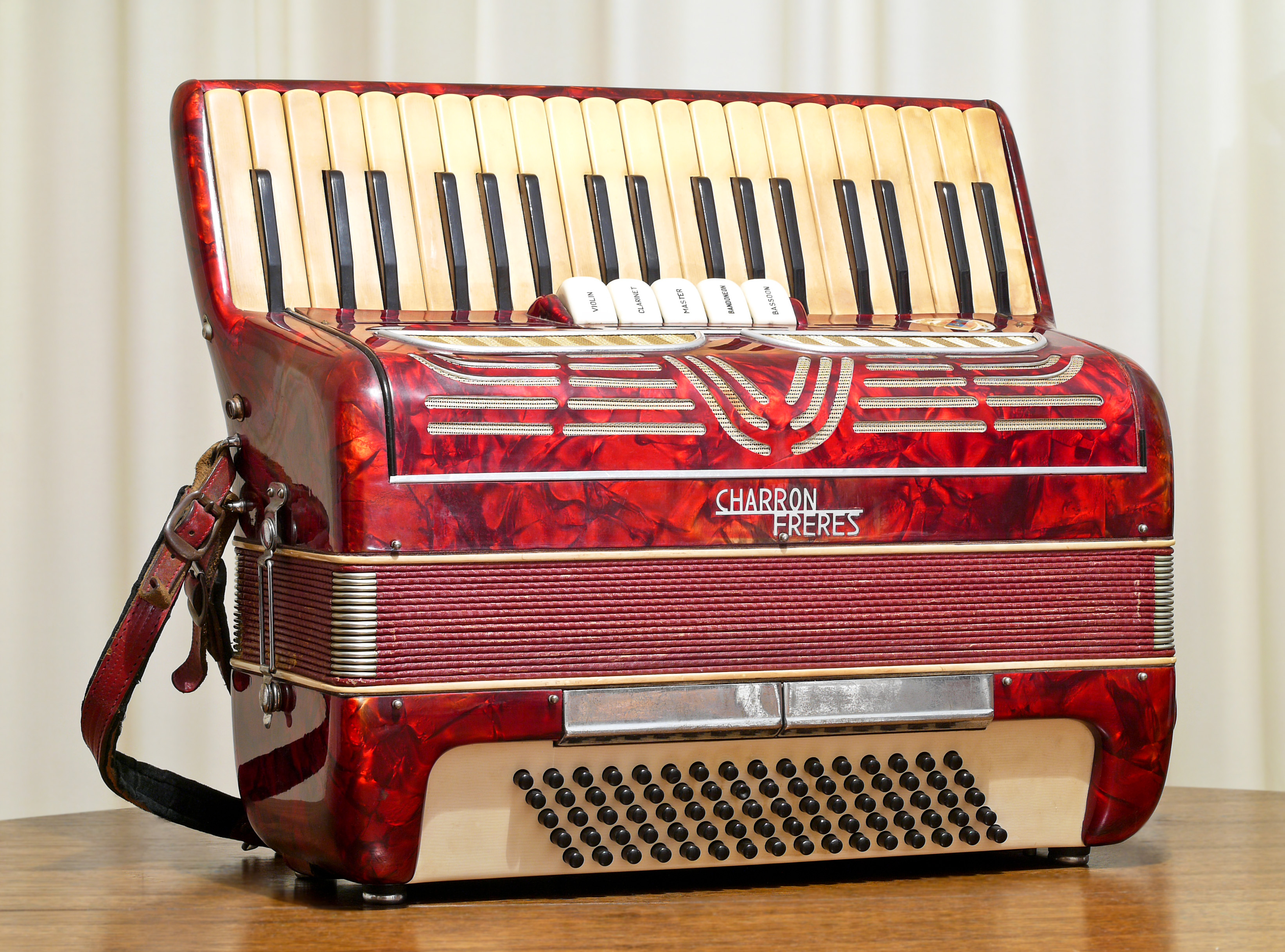
Аккордеон

### Губные
Губные гармоники не имеют меха, воздух подаётся дыханием исполнителя при вдохе и выдохе. Виды:
- Сольные: гармоника системы Рихтера, тремоло, октавная, хроматическая.
- Оркестровые: басовая, аккордовая.
- Гармонетта (нем. Harmonetta) — разработана фирмой Hohner в 1955 году. Используется в основном для аккомпанемента. На гармонетте можно взять аккорд из восьми звуков. Управление инструментом производится положеним губ на мундштуке и нажатием клавиш[5].

Принципиальным отличием следующих двух гармоник является наличие только одного канала, в который выдыхается воздух:
- Мелодика — с клавиатурой фортепианного типа[6].
- Аккордина (мелодика кнопочная[7], баянита) — с баянной клавиатурой.

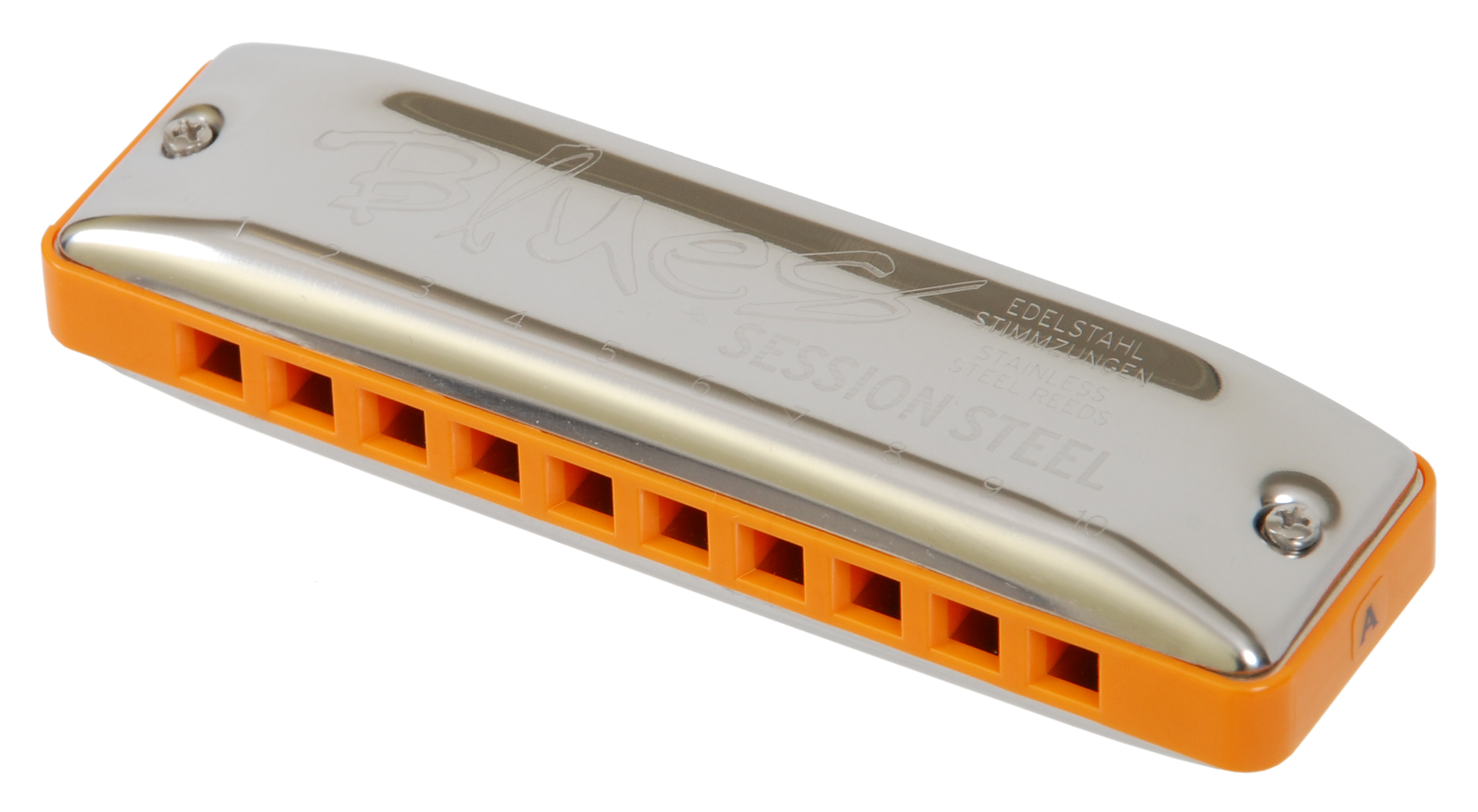
Губная гармоника
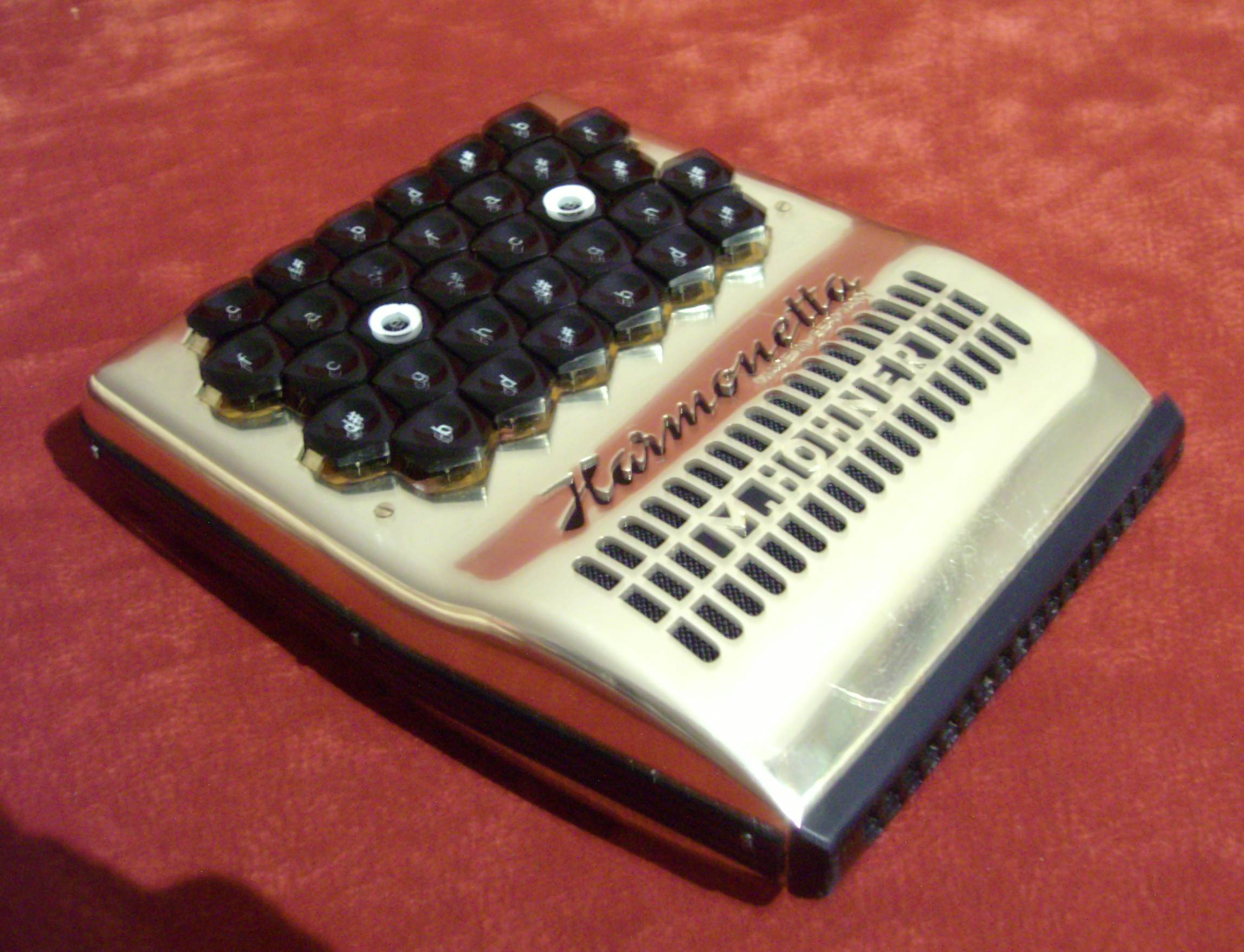
Гармонетта
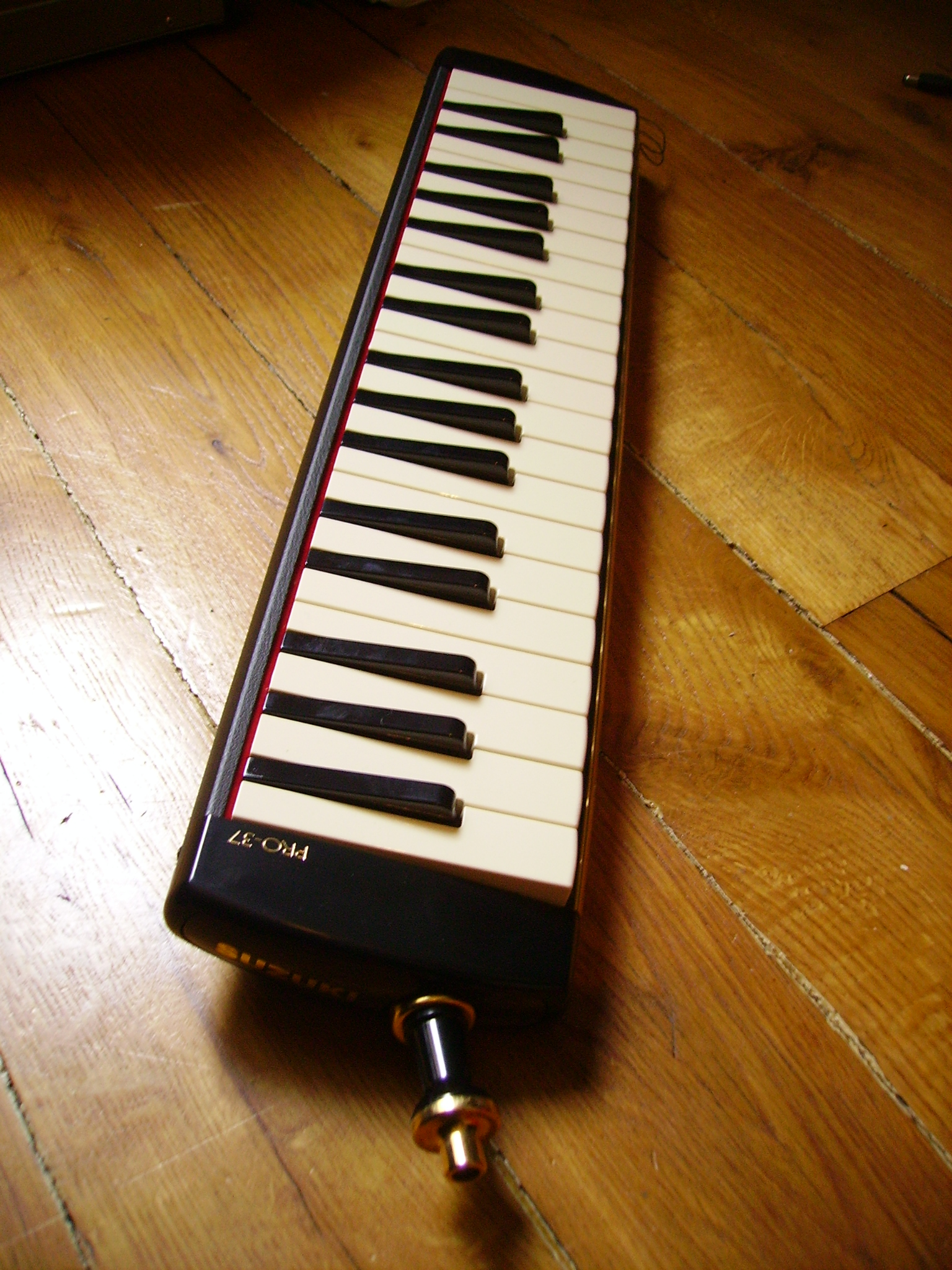
Мелодика
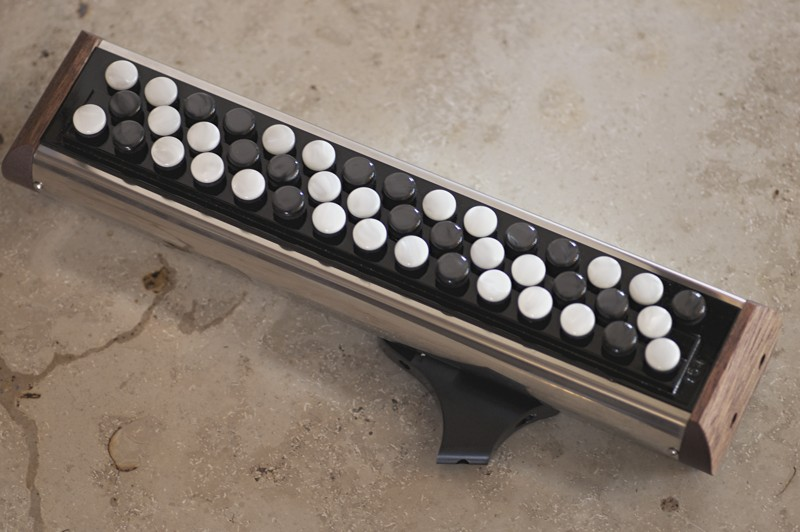
Аккордина

### Фисгармонии
Фисгармонии — напольные или настольные инструменты с фортепианной клавиатурой. Свой основной вид инструмент получил в начале 1840-х годов после усовершенствования парижским мастером Александром Франсуа Дебёном. Электрифицированные разновидности: органола и мультимоника.

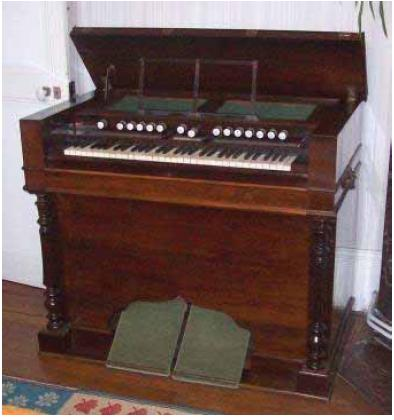
Основной вид фисгармонии с ножным управлением мехом
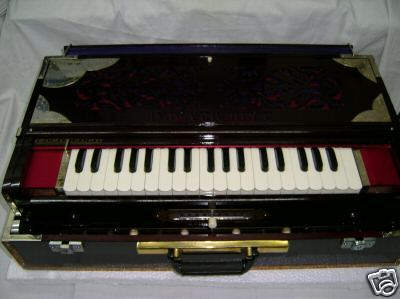
Индийская фисгармония с ручным управлением мехом
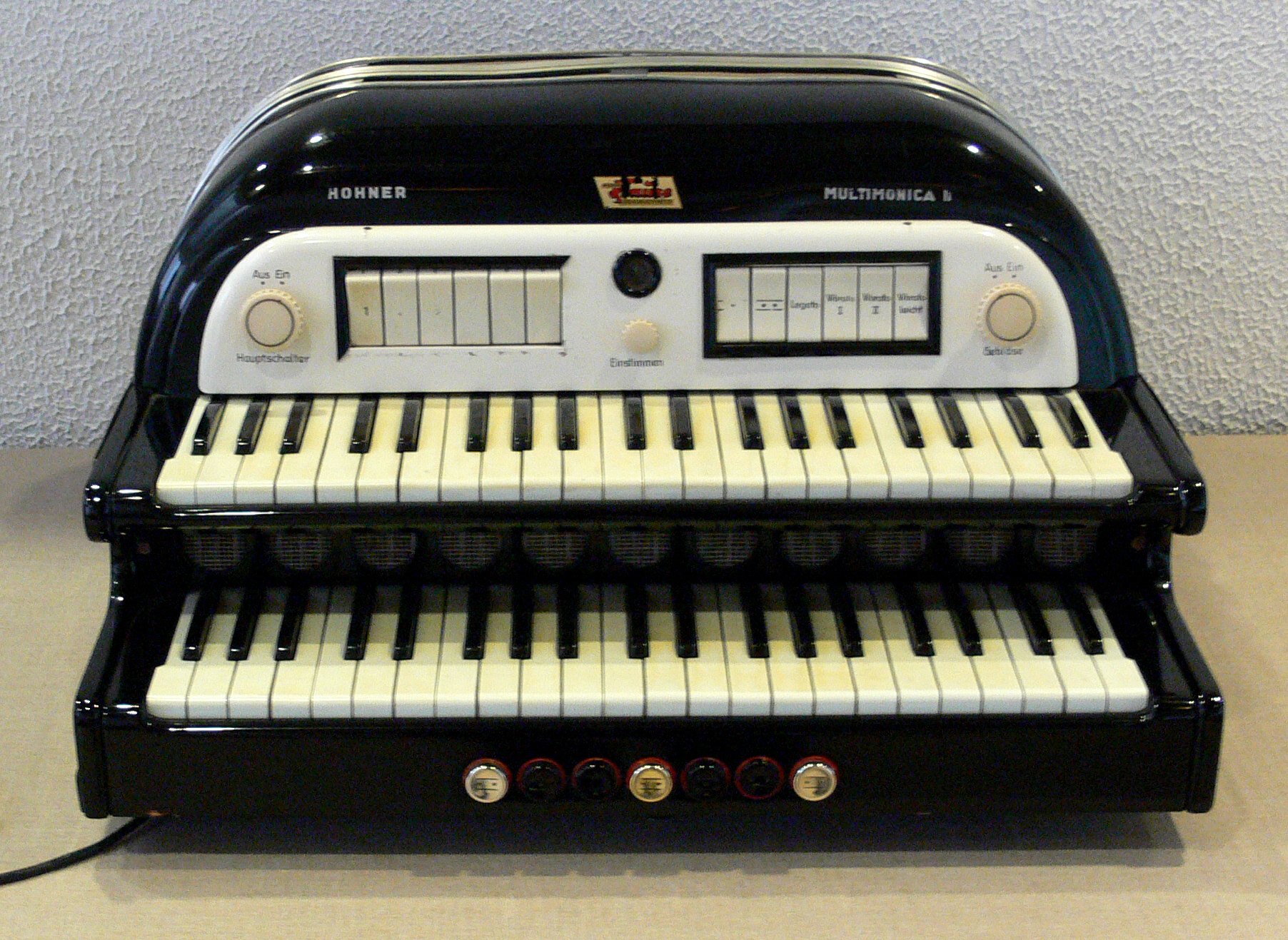
Мультимоника

### Другие виды
- Ножная гармоника бас (ножные басы) — используется для аккомпанемента при игре на ручной гармонике. Появилась в начале XX века[9].
- Оркестрион — механический музыкальный инструмент.
- Шрутибокс — индийская ручная гармоника для ведения бурдона — тянущегося звука, под который исполняется пение или мелодия на других музыкальных инструментах. Некоторые шрутибоксы могут управляться присоединяемой педалью для возможности в одиночку играть мелодию и вести бурдон.